# محمد عباس (لاعب كرة قدم إماراتي)
محمد عباس البلوشي (مواليد 30 سبتمبر 2002) لاعب كرة قدم إماراتي يجيد اللعب كلاعب وسط مع نادي العين في دوري الخليج العربي الإماراتي .

## روابط خارجية
- محمد عباس على موقع Soccerway.com (الإنجليزية)